# Augustin Kratochvíl

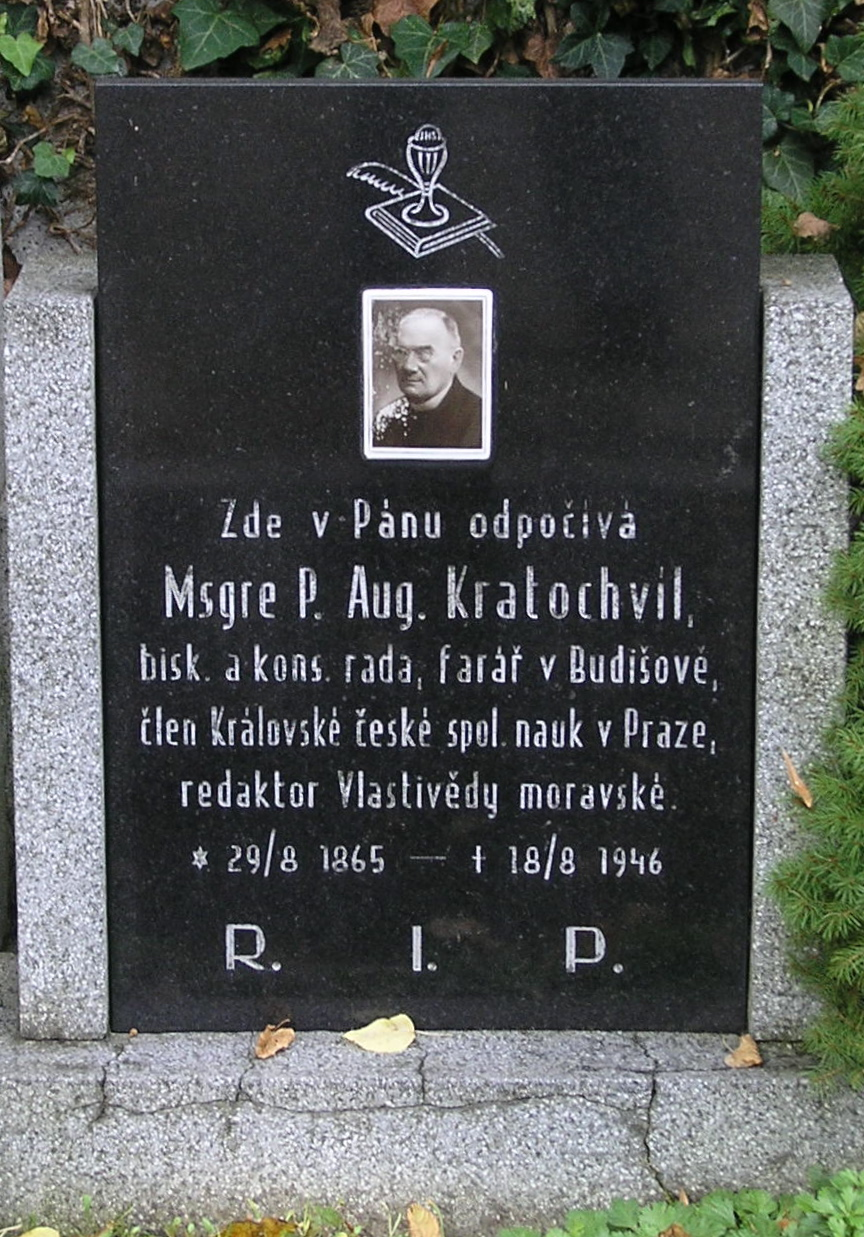
Náhrobek – hřbitov Bučovice

Augustin Kratochvíl (29. srpna 1865 Bučovice – 18. srpna 1946 Bučovice) byl český římskokatolický duchovní a historik. Věnoval se vlastivědné činnosti a byl jedním ze spolutvůrců Vlastivědy moravské.

## Život
Augustin Kratochvíl se narodil do tkalcovské rodiny. Gymnázium absolvoval ve Vysokém Mýtě v roce 1888. Na kněze byl vysvěcen v roce 1892.
Jeho prvním působištěm byla Kamenice na Moravě, poté sloužil na mnoha místech západní Moravy. Roku 1915 se stal farářem v Budišově u Třebíče a tam zůstal až do roku 1945. Zemřel v Bučovicích. 
Roku 1928 se stal konsistorním radou, roku 1931 biskupským radou a nakonec roku 1938 mu byl přiznán titul Monsignore.
Spoluredigoval Vlastivědu moravskou, počin Muzejní a vlastivědné společnosti v Brně. Od roku 1936 byl členem České královské společnosti nauk v Praze.

## Dílo
Vedle svého povolání se Augustin Kratochvíl věnoval vlastivědné činnosti a je autorem nebo spoluautorem mnoha prací, např.:
- Šlechtická jména z rychtářských knih ivančických mezi lety 1586–1668
- Ivančický okres (Vlastivěda moravská)
- Ivančice, bývalé královské město na Moravě (1906)
- Archiv městečka Měřína, Mohelna, Pravlova a Prostoměřic
- Písemné památky na zámku v Černé
- Archiv Dolních Kounic (1907)
- Velkomeziříčský okres (1907)
- Luteránská škola ve Velkém Meziříčí (1905), v třebíčské Stráži
- Židlochovský okres (1910)
- Pohořelský okres (1913)
- Moravské náhrobníky na Moravě od nejstarších dob
- Svobodné dvory na Moravě
- Dějiny a archiv městečka Kamenice na Moravě (1912)[7],
- Dějiny města Bučovic (1927)
- Mouřínov (1928)
- Vícemilice (1928)
- Bývalý statek Kojátky-Šardičky (1930)
- Památník čtyřstaletého povýšení Budišova u Třebíče na městečko 1538–1938[3]